# Моиш I Акош
Моиш (I) Акош (также Мойс, Майс или Майос; венг. Ákos nembeli (I.) Mojs; умер после 1299 года) — венгерский барон конца XIII века, который служил главой казначейства в 1291 году.

## Семья
Его имя произошло от латинского варианта (Moyses) библейского имени Моисей. Представитель венгерского клана (рода) Акош, Один из сыновей Альберта Акоша Великого, конюшего (1270—1272), бана Северина (1272). У него также было два младших брата, Янош и Акош. Дядей Моиша был королевский судья Эрнье Акош, таким образом, он также был двоюродным братом олигарха Иштвана Акоша.
У Моиша I было, по меньшей мере, трое детей от неизвестной жены: Моиш II, который заключил союз с олигархом Якабом Боршой и сыновьями покойного Ладислава Кана в 1315 году и поднял восстание против короля Венгрии Карла I; магистр Элло, который умер до 1329 года, и дочь, которая вышла замуж за Андраша Шарпатаки.

## Карьера
Он был впервые упомянут в исторических документах в 1278 году. Он служил как ишпан графства Унг в 1284 году . Согласно неаутентичному уставу, изданному в 1289 году, он занимал должность воеводы Трансильвании с 1287 по 1288 год. Хотя эта грамота определённо является подделкой, следует учитывать, что нет никакой информации о втором воеводстве Роланда Борши (1284—1294) за период между летом 1285 и 1288 годов. Если Моиш I Акош действительно занимал эту должность, то он также был ишпаном графства Сольнок в тот же период.
По поручению Лодомера, архиепископа Эстергомского и церковного синода, Арбок (родственник короля Ласло IV Куна по материнской линии) и Моиш Акош были арестованы и содержались в плену Петером Моносло, епископом Трансильвании, в 1288 году, потому что Лодомер ошибочно полагал, что они планировали прибыть к монголам в качестве послов короля Ласло IV. Вскоре их были отпущены из заключения.
К 1291 году Моиш I Акош был назначен графом секеев. Он впервые упоминается в этой должности (первым известным носителем этой должности с 1228 года был Богомер Лудани) 12 марта 1291 года, когда король Венгрии Андраш III подтвердил земельные пожертвования своего предшественника Ласло Куна секеям Араньоса. Моиш Акош был заменён Петером Бо на этом посту к июню 1294 года. Моиш Акош недолго служил в качестве главы казначейства с октября по декабрь 1291 года, сменив восставшего магната Ивана Кёсеги. Моиш Акош был заменён Домиником Ратотом ещё в том же году. Он был в числе баронов короля Андраша III в 1296 году. Моиш Акош также занимал пост главы казначейства королевы Агнессы Австрийской с 1298 по 1299 год.